# Cartier Tank
Pour les articles homonymes, voir Tank.
Cartier Tank est une série de montres de la marque Cartier.

## Création

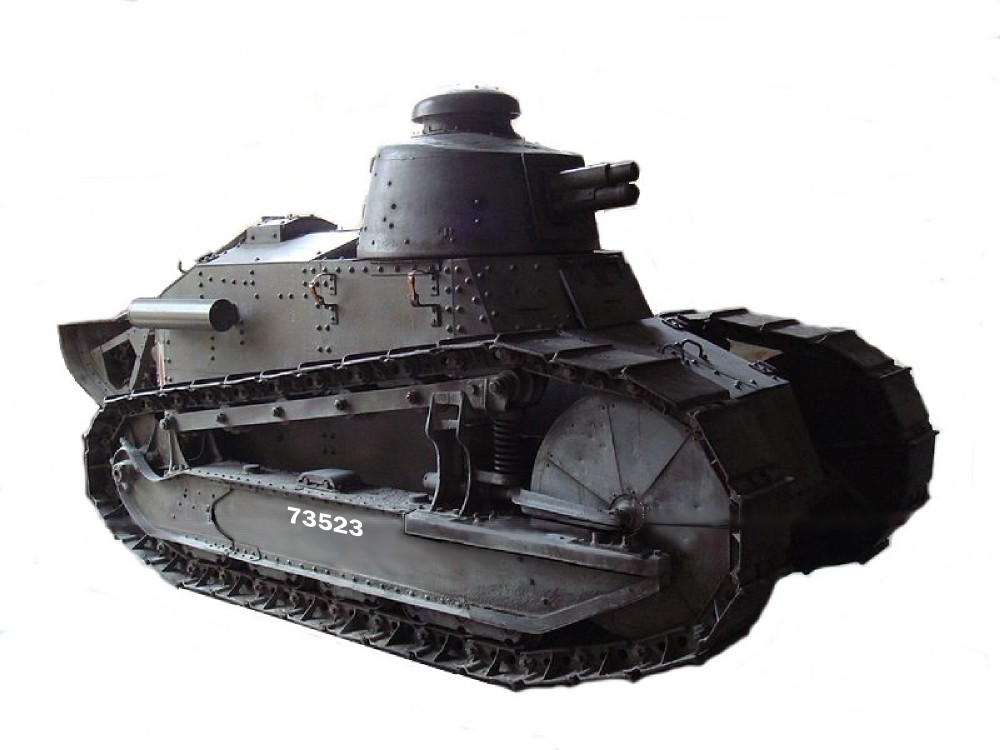
Un char Renault FT.

Le premier modèle est dessiné par Louis Cartier en 1916 ou 1917. En 1918, une fois la Première Guerre mondiale finie, Cartier offre le premier exemplaire au général Pershing, puis la montre est commercialisée à partir de 1919, rencontrant le succès et étant rapidement commercialisée outre-Atlantique.
Il s'agit d'une montre-bracelet carrée, comme la Cartier Santos créée en 1904. Sa forme, avec les « brancards » (les cornes) dans le prolongement du boîtier, la rapprochent de l'aspect d'un char d'assaut de l'époque, et en particulier du char Renault FT vu du dessus : les brancards représenteraient les chenilles et le cadran l'habitacle.
Malgré cette inspiration martiale, elle est fine et légère, et destinée aussi bien à un public masculin que féminin.
Pierre Rainero, qui dirige le patrimoine et l'image de Cartier, nuance cependant cette inspiration : « Contrairement aux idées reçues, ce n'est pas le fruit d'une rencontre soudaine entre Louis Cartier et un blindé. En réalité, elle est surtout la suite logique des travaux de recherche de Louis Cartier initiés avec la Santos, la première montre-bracelet dévoilée en 1904 ». Quant au nom, il ne répondait pas à des exigences marketing mais à la simplicité, comme avec la Santos, dont les différents modèles avaient pris pour nom des objets de luxe auxquels la montre ressemblait (tonneau, tortue, baignoire, etc.). La Tank est donc nommée ainsi suivant une logique similaire. Initialement, elle s'appelle officieusement « la normale » puis la « Louis Cartier », le surnom de Tank venant plus tard.

## Modèles
Au fil du temps, la gamme s'enrichit de plusieurs modèles. La Tank Cintrée, de forme rectangulaire, est introduite en 1921. La Tank Chinoise, dont le boîtier est inspiré des portiques des temples chinois, est créée en 1922, tout comme la Tank Louis Cartier, qui présente des angles plus arrondis. Louis Cartier, toujours, crée en 1928 la Tank à guichets qui, comme son nom l'indique, affiche l'heure et les minutes au moyen de guichets plutôt que d'aiguilles.
La Tank Basculante sort en 1932, soit un an après la Jaeger-LeCoultre Reverso qui présente une complication similaire. Le mécanisme utilisé pour le basculement est plus complexe que celui de la Reverso et permet d'utiliser la Tank Basculante comme montre de table, en mettant le cadran à la perpendiculaire du fond.
En 1936 sort un modèle nommé Tank Asymétrique et renommé Tank Oblique dans les années 1960. Comme son nom le laisse entendre, le boîtier a la forme d'un parallélépipède non rectangle et le cadran est légèrement tourné, mettant midi et six heures dans les angles les plus éloignés et la couronne à deux heures.
Un modèle épais de Tank Rectangle sort en 1952, très ostentatoire avec un boîtier et un cadran en or. À l'opposé, les années 1960 voient arriver des modèles « mini » plus discrets, destinés au public féminin : Mini Tank Allongée, Mini Tank Louis Cartier. En 1977 sort la Tank Must de Cartier, dont le cadran, dénué de tout chiffre, est d'une couleur unie rappelant la joaillerie.
En 1989, Cartier lance la Tank Américaine, reprenant le format allongé de la Tank Cintrée. En 1996 sort la Tank Française, plus carrée et dotée d'un bracelet métallique, et en 2002 la Tank Divan, au format rectangulaire mais cette fois horizontal. Enfin, la Tank Anglaise sort en 2012.
Au milieu des années 1990, le couturier Jean-Charles de Castelbajac déclare : « Si tous les tanks étaient fabriqués par Cartier, nous aurions le temps de vivre en paix ».
En 2016, les modèles produits sont Tank Anglaise, Tank Louis Cartier, Tank Américaine, Tank Française, Tank MC et Tank Solo, chacun ayant plusieurs variantes.
En 2017, pour son centenaire, un modèle est proposé avec un mouvement automatique.
En 2023, Cartier sort deux modèles disponibles seulement en Europe.

## Personnalités ayant porté une Cartier Tank

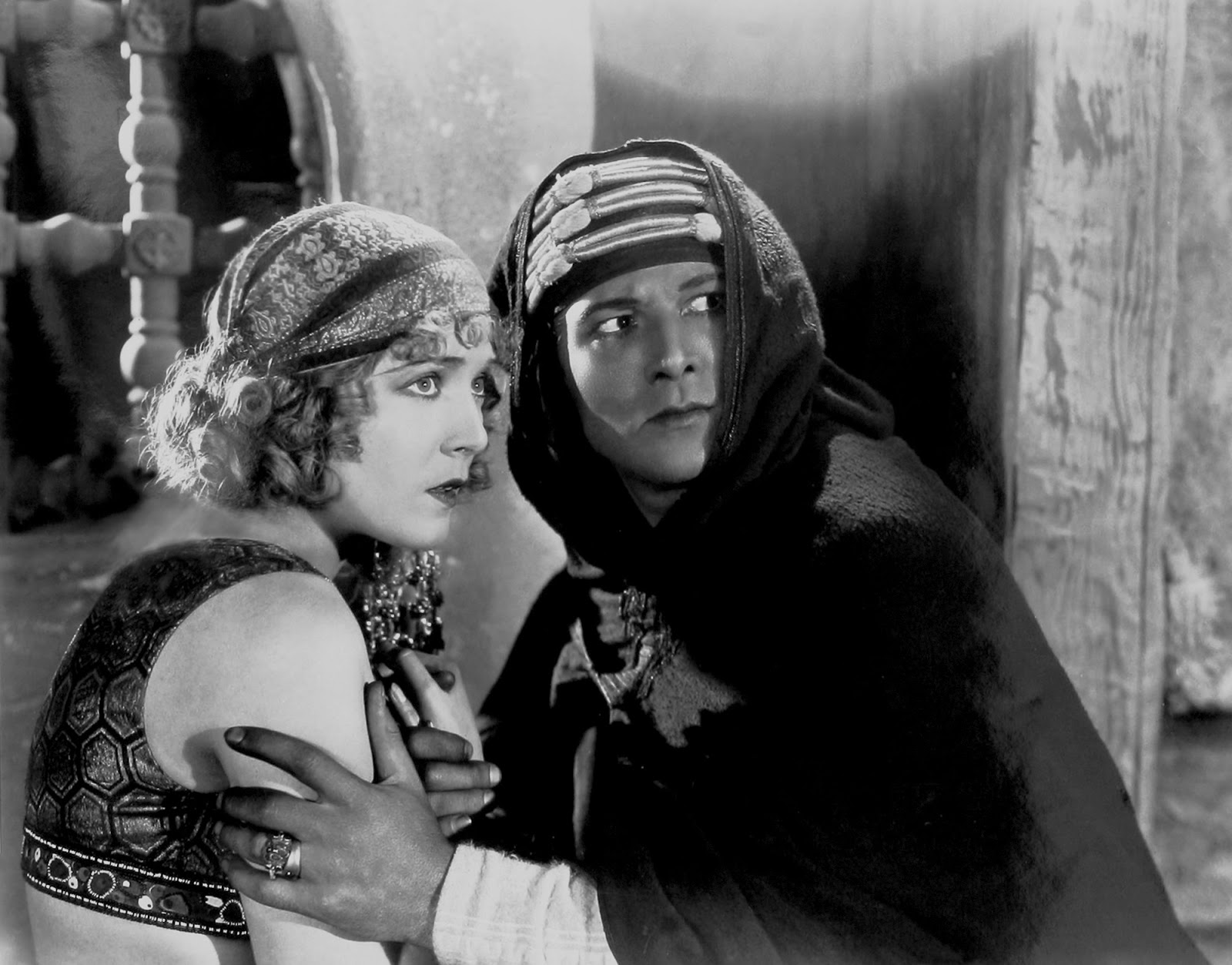
Rudolf Valentino dans Le Fils du cheik.

- Le général Pershing a reçu le premier exemplaire de cette montre en 1918, un an avant sa sortie sur le marché[3].
- En 1926, Rudolph Valentino porte une Cartier Tank dans le film Le Fils du cheik, après avoir convaincu le réalisateur George Fitzmaurice de le laisser la garder au poignet[10], alors qu'il s'agit d'un accessoire anachronique par rapport à l'histoire du film[7]. Dans Comment voler un million de dollar (1966), Audrey Hepburn porte également sa Tank à l'écran[7].
- À partir des années 1940, la Tank devient populaire dans les milieux artistiques. Ainsi, Duke Ellington, Gary Cooper, Clark Gable, Stewart Granger, Andy Warhol, Alain Delon ou encore Yves Montand (offerte par Simone Signoret) en possédaient[5], tout comme Patti Smith, Gunther Sachs, Mohamed Ali, Yves Saint Laurent, Giovanni Agnelli, Jackie Kennedy ou encore Michelle Obama[4],[7].
- En 1973, Truman Capote offre une Cartier Tank à un journaliste pour son anniversaire, lui disant qu'il en a « au moins sept à la maison ! »[5],[7].